# اکراس‌های سرتاس
اکراس‌های سرتاس (نام علمی: Geronticus) نام یک سرده از زیرخانواده اکراسیان است.